# Liter of Light
Liter of Light é um design de código aberto para um tubo de luz de baixo custo (ou prisma de convés ou luz de pavimento) que refrata a luz solar para fornecer iluminação interior diurna para residências com telhados finos. A iluminação natural é mais barata do que usar luz elétrica interior durante o dia. O dispositivo é simples: uma garrafa transparente de dois litros é enchida com água e um pouco de lixívia para inibir o crescimento de algas e colocada num buraco no telhado. O dispositivo funciona como um prisma de convés: durante o dia, a água dentro da garrafa refrata a luz solar, fornecendo para o interior tanta luz quanto uma lâmpada incandescente de 40 a 60 watts. Uma garrafa solar instalada corretamente pode durar até 5 anos.

## História
O uso de garrafas de plástico desta forma para fornecer iluminação interior a partir da luz do dia foi desenvolvido por Alfredo Moser. O uso da tecnologia como uma empresa social foi lançado pela primeira vez nas Filipinas por Illac Diaz sob a Fundação My Shelter em abril de 2011. De forma a ajudar a ideia a crescer de forma sustentável, Diaz implementou um modelo de negócio "empreendedor local", através do qual as lâmpadas de garrafa são montadas e instaladas pela população local, que pode ganhar um pequeno rendimento pelo seu trabalho. Em poucos meses, a organização expandiu-se de um carpinteiro e um conjunto de ferramentas numa comunidade em San Pedro, Laguna, para 15.000 instalações de lâmpadas solares em vinte cidades nas Filipinas, e começou a inspirar iniciativas locais pelo mundo.
Em menos de um ano desde a sua criação, mais de 200.000 lâmpadas para garrafas foram instaladas em comunidades de todo o mundo. O Liter of Light tinha como meta iluminar 1 milhão de casas até o final de 2015.

## Descrição da tecnologia

Esquema da secção transversal de uma garrafa solar Liter of Light:• Azul: garrafa com água e lixívia• Verde: cola ou selante

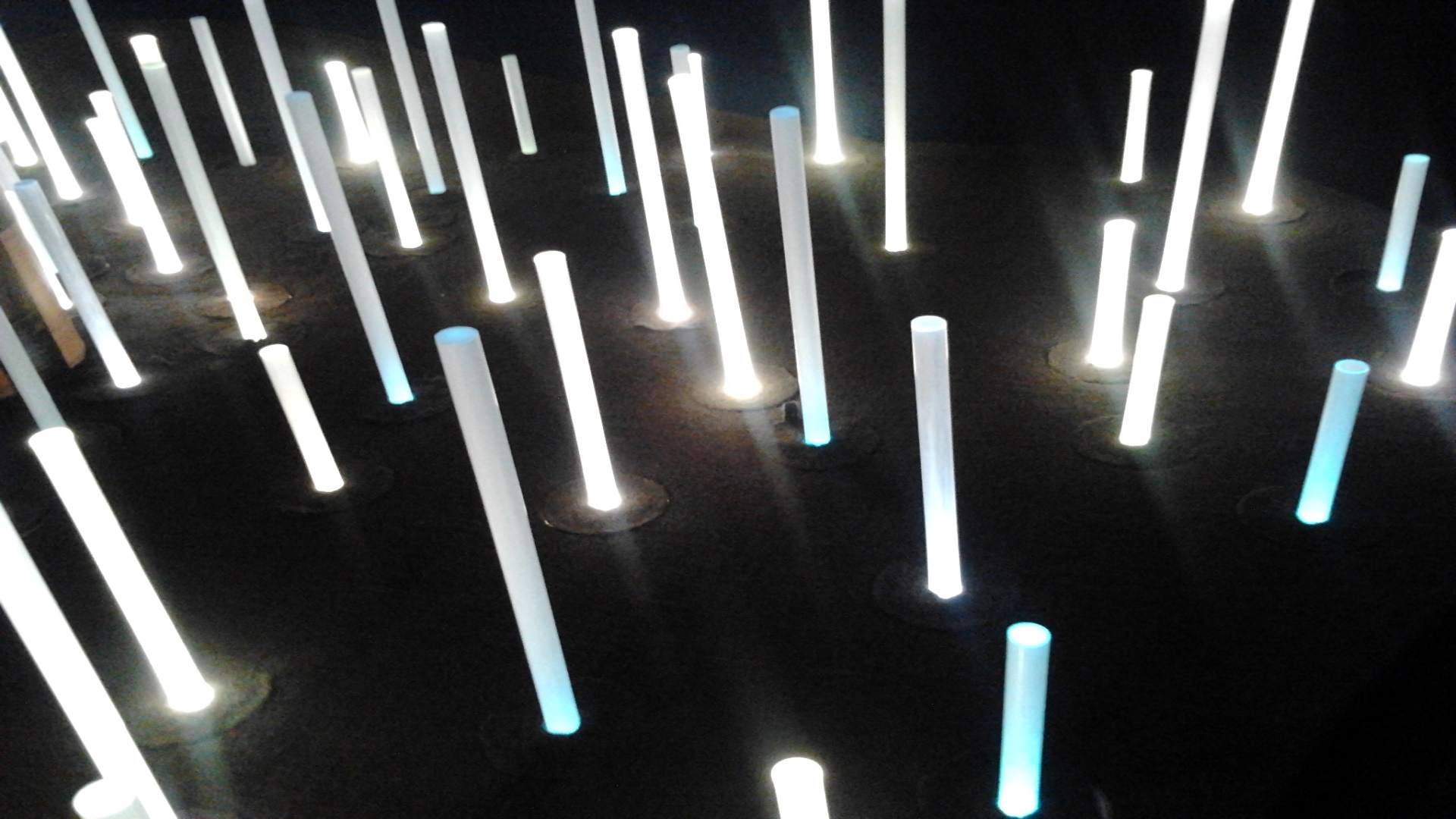
Lâmpada de Moser na exposição "Inovações" no Museu do Amanhã.

A Lâmpada Garrafa Solar, como também tem sido chamada, é instalada no telhado das casas com a finalidade de refratar a luz solar para iluminar uma divisão. A inovação do projeto reside na utilização de materiais baratos, duráveis e facilmente disponíveis para produzir iluminação natural de alta qualidade, permitindo que os pobres urbanos tenham acesso a uma alternativa acessível e ecológica a longo prazo à luz elétrica para utilização durante o dia.
Garrafas de litro e meio são o tamanho mais habitualmente reutilizado para iluminação. Depois de ser enchida com água e um pouco de lixívia, a garrafa é empurrada através de uma chapa de aço que funciona como trave metálica para evitar que escorregue. Em seguida, é embutido num telhado de ferro corrugado. Uma pequena parte da garrafa é deixada do lado de fora enquanto o resto projeta-se para dentro da casa. O selante é colocado ao redor do buraco feito no telhado para mantê-lo à prova de intempéries. As propriedades refrativas da água garantem que a luz do sol que atinge o interior da garrafa torna-se omnidirecional, imitando uma lâmpada elétrica e emitindo a mesma quantidade de luz que uma lâmpada incandescente de 40-60W dependendo da quantidade de insolação solar disponível. Adicionar lixívia à água evita que ela fique verde com algas e garante uma luz de alta qualidade mantendo a água límpida por mais tempo. Para facilitar o uso da invenção através de mecanismos de código aberto, guias passo a passo sobre materiais e instalação estão disponíveis online.

### Cola
Usar uma cola apropriada, durável, à prova de vazamentos, que preencha espaços e que não derreta por causa do sol, é um dos principais desafios para a solução. Muitos grupos locais estão a experimentar diferentes colas para encontrar a melhor solução em termos de custos e qualidade. Geralmente descobriu-se que as colas à base de silicone ou de poliuretano funcionam melhor. O inventor, Alfredo Moser, utilizou uma resina de poliéster.
Garrafas de vidro rígidas também são usadas e podem ser mais fáceis de calafetar do que garrafas de plástico flexíveis. Algumas calafetagens reagem quimicamente com o plástico, tornando-o lentamente quebradiço.

## Países

### Argentina
Um projeto local encontra-se em andamento.

### Bangladesh
A Liter of Light Bangladesh foi fundada por Shanjidul Alam Seban Shaan sob a Lights Foundation em 2015 em Chitagongue. Eles fizeram uma versão local da lâmpada garrafa chamada 'Botol Bati', que custa cerca de 2 a 2,50US$ e dura de 4 a 5 anos. O objetivo deles é espalhar a consciencialização sobre as luzes de garrafa em áreas remotas, treinando alunos de escolas locais. Cerca de 45% da população do Bangladesh não tem acesso à electricidade e cerca de 24% da população total vive em bairros degradados onde as pessoas utilizam electricidade ilegal. O objetivo da Lights Foundation é servir essas pessoas. A Liter of Light Bangladesh começou a espalhar a ideia em Nova Iorque e em outros estados.

### Brasil
No Brasil, tudo começou em dezembro de 2012, quando dois brasileiros chamados Alanna Sousa e Pedro Santos decidiram implementar o projeto Liter of Light no Brasil. Em 2013, Vitor Belota, coincidentemente vizinho de Alanna, teve o mesmo ímpeto de trazer o Liter of Light para o Brasil após conhecer o projeto no Quénia. O trio conheceu-se e realizou um projeto piloto, onde foram instaladas as primeiras soluções diurnas em duas comunidades de Santa Catarina. Em 2015, vendo que o contexto das comunidades brasileiras e também as necessidades eram diferentes, o Litro de Luz Brasil começou a trabalhar com a iluminação pública noturna, realizando a sua primeira ação de instalação em junho do mesmo ano, na Comunidade Vila Beira-Mar, localizada no Rio de Janeiro. Hoje, a Litro de Luz Brasil está consolidada como uma organização sem fins lucrativos e desde então impactou diretamente a vida de mais de 20 mil brasileiros por meio de mais de 3.700 soluções, atingindo mais de 120 comunidades em todo o país.

### Colômbia
O movimento na Colômbia foi iniciado por Camilo Herrera numa pequena cidade chamada Duitama, no departamento de Boyacá, a aproximadamente 200 quilómetros de Bogotá. Após o lançamento de um projeto piloto em Bogotá, em colaboração com a Liter of Light Suíça, em fevereiro de 2012, foi criada uma organização local em Bogotá. As primeiras garrafas de Bogotá foram instaladas nas áreas de Divino Niño e La Colina de Ciudad Bolíva. Os voluntários em Bogotá também estão a trabalhar em estreita colaboração com Un Techo Para Mi Pais para identificar áreas necessitadas.

### Egito
Em novembro de 2014, a PepsiCo anunciou que implementará o Liter of Light em 3 aldeias no alto Egito, com dois parceiros: SunUtions Company para soluções solares e a organização Masr ElKheir.

### Índia
Inspirado no projeto de Isang Litrong Liwanag, a Liter of Light foi apresentado ao povo da Índia por Pradeep Chanti. O primeiro ensaio foi realizado em Vikarabad, uma aldeia rural em Telangana, em 2011. Com essa experiência, a equipa ampliou gradualmente o conceito. Mais tarde, o Ranjeet Gakhare, ex-aluno do Instituto Indiano de Tecnologia de Bombaim, Bhavana Poppoppu e Chaitanya Reddy da Universidade Cornell juntaram-se a Pradeep e expandiram o conceito por toda a Índia. Com a ajuda de várias ONG e diversas organizações, foram realizadas campanhas de sensibilização e workshops em várias cidades como Hyderabad, Mumbai, Chennai, Calcutá, Jalpaiguri e Deli. Começando com uma garrafa em Vikarabad, a equipa não está apenas a instalar vários modelos em casas de pessoas desfavorecidas, mas também a orientar várias outras organizações, ONG, entidades estudantis e pessoas necessitadas. A demonstração do Litro de Luz foi realizada na TEDxChristUniversity em novembro de 2012.

### Quénia
Um grupo de jovens chamado Koch Hope começou a instalar garrafas PET de dois litros nas favelas de Korogocho. No início, as pessoas estavam céticas quanto à possibilidade das instalações de garrafas permitirem a entrada de água, por isso as primeiras garrafas foram instaladas numa escola local como teste. Os habitantes locais aderiram à ideia e as primeiras 100 lâmpadas foram instaladas gratuitamente em Abril de 2011, na esperança de atrair interesse e doadores. Em seguida, a iniciativa local gostaria de se expandir para outras áreas em redor de Nairóbi.

### Malásia
A Liter of Light Malaysia executou o seu primeiro projeto em junho de 2015 e é administrada por uma empresa social com sede na Malásia chamada Incitement, fundada por Zikry Kholil e Daniel de Gruijter, que administra diversas iniciativas sociais. A Liter of Light Malaysia concluiu até agora 36 projetos, predominantemente para comunidades marginalizadas em Pahang, Malásia e para as comunidades Orang Asli que vivem em Cameron Highlands, mas também em Sabah e Sarawak, no leste da Malásia (Bornéu). Depois que a Incitement lançou o Liter of Light Malaysia, ela também lançou o Liter of Light no mercado italiano sob a égide da Incitement Italy. Até o momento, a Liter of Light Malaysia instalou mais de 1.850 lâmpadas movidas a energia solar nas áreas rurais da Malásia, fornecendo efetivamente luz à noite para mais de 6.000 malaios desfavorecidos.

### México
A Liter of Light começou no México no início de 2013, patrocinada pela Qohélet A.C. Fundado por Tere Gonzalez, que já havia trabalhado com a Liter of Light na Índia e em Espanha, o grupo iniciou as suas operações com um programa piloto no estado de Chihuahua México, onde conseguiram beneficiar 114 pessoas. À data de setembro de 2013, estavam a  trabalhar para concluir a próxima fase de instalações em Ajusco, Cidade do México, para beneficiar mais 500 famílias.

### Nepal
"Ujyalo" significa "a luz" em nepalês. O Projeto Ujyalo cria lâmpadas de garrafa, inspiradas na iniciativa Liter of Light. Foi iniciado pela Fundação Ujyalo no Nepal.

### Paquistão
Foi criada uma parceria com a Ace Welfare Foundation, Paquistão. De acordo com os objetivos de ambas as organizações, e considerando o facto de que mais de 11% da população paquistanesa vive sem acesso à eletricidade, incluindo 50.000 aldeias que estão completamente separadas da rede nacional, foi decidido formar uma parceria para implementação do projeto Liter of Light.

### Panamá
Um projeto local encontra-se em andamento.

### Peru
Um projeto local encontra-se em andamento.

### Filipinas
A solução foi lançada pela primeira vez nas Filipinas por Illac Diaz no âmbito da Fundação MyShelter. Em julho de 2011, a organização havia instalado 10.000 garrafas nas Filipinas e logo depois atingiu 15.000 instalações e a sua meta para 2012 é chegar a 1 milhão de casas.

### Suíça
Liter of Light Switzerland começou como um projeto do SIMagination Challenge na Universidade de St. Gallen. O projeto cresceu e foi estabelecido como um clube estudantil na Universidade de St. Gallen e como uma organização sem fins lucrativos na Suíça em novembro de 2011. O primeiro projeto da organização foi planear e implementar um projeto piloto em Bogotá junto com a Litro de Luz Colombia.
A ONG suíça planeia continuar a partilhar as lições aprendidas e a difundir o conceito através de uma plataforma global, bem como lançar mais pilotos em todo o mundo.

### Tanzânia
World Unite! em cooperação com ONG locais iniciou um projeto Liter of Light na Tanzânia em Abril de 2013. Os locais dos projetos são Dar es Salaam, Moshi/Kilimanjaro e Zanzibar.

### Uganda
Um projeto local encontra-se em andamento.

## Prémios e reconhecimento
- 2014: Prémio World Habitat[47]
- 2015: Prémio Zayed Future Energy[47]
- 2016: Prémio St Andrews para o Meio Ambiente[47]